# Неверная (фильм, 1947)
«Неверная» (англ. The Unfaithful) — фильм нуар режиссёра Винсента Шермана, вышедший на экраны в 1947 году.
Фильм рассказывает об обеспеченной светской даме (Энн Шеридан), которая в порядке самозащиты убила своего бывшего любовника, однако пытается скрыть от мужа (Закари Скотт) и следствия тот факт, что знала убитого. Когда правда выходит наружу, её брак подвергается тяжёлому испытанию, однако адвокат и друг семьи (Лью Эйрс) добивается оправдания женщины в суде, а затем и убеждает пару сохранить брак.
Хотя это не отражено в титрах, многие киноведы считают, что фильм поставлен по мотивам пьесы Сомерсета Моэма 1927 года и является римейком фильма нуар Уильяма Уайлера «Письмо» (1940).
Критики обратили внимание на острую постановку в фильме актуальной проблемы массового распространения разводов в послевоенной Америке, а также отметили крепкую режиссёрскую работу и сильную актёрскую игру Шеридан, Эйрса и Скотта.

## Сюжет
В одном из богатых кварталов Лос-Анджелеса светская дама Крис Хантер (Энн Шеридан) ожидает возвращения из командировки в Орегон своего мужа, успешного предпринимателя Боба Хантера (Закари Скотт). За день до его приезда она посещает вечеринку кузины мужа Полы (Ив Арден), которую та устроила по случаю своего развода. На вечеринке Крис встречает близкого друга семьи, адвоката Ларри Хэннафорда (Лью Эйрс), который завален делами о разводах, что его чрезвычайно угнетает. Когда Крис возвращается с вечеринки, около самой двери на неё набрасывается мужчина, закрывая ей рот и заталкивая в дом. Внутри начинается борьба, раздаются крики, после чего свет гаснет и наступает тишина. Когда на следующее утро Боб подъезжает к дому, он видит множество полицейских машин. Внутри его встречает детектив, лейтенант полиции Рейнольдс (Джон Хойт), который сообщает, что ночью Крис убила здесь мужчину, которого по письмам в его кармане идентифицировали как Майкла Таннера. Одна из служанок в доме сообщила, что среди ночи услышала страшные крики, и когда спустилась вниз, то увидела там Крис с окровавленным кинжалом в руке, которая через несколько мгновений потеряла сознание. Боб рассказывает детективу, что женился на Крис примерно три года назад, но через две недели после свадьбы он отправился в армию, где прослужил два года, вернувшись домой чуть менее года назад. Он считает, что у него очень счастливый брак. Тем временем Крис приходит в себя и рассказывает свою версию случившегося, утверждая, что никогда ранее не видела нападавшего и не знает его. Она утверждает, что нападавший потребовал отдать драгоценности, но когда она попыталась убежать, преступник схватил её, после чего и между ними завязалась драка, в ходе которой Крис случайно подвернувшимся кинжалом убила нападавшего. Рейнольдс предполагает, что преступник готовился к преступлению заранее, так как пришёл в тот день, когда Боб был в командировке, однако его удивляет, что у грабителя не было при себе вообще никакого оружия, что при преступлениях такого рода бывает крайне редко.
На следующее утро, когда Крис и Боб в сопровождении Ларри приходят в полицейское управление, чтобы зафиксировать свои показания, Ларри знакомит их с вдовой Таннера (Марта Митрович), которая рассказывает, что её муж был скульптором, который перебивался разовыми заработками, и они жили в основном на её зарплату. Кроме того, Таннер часто исчезал из дома на несколько дней, поэтому она не очень волновалась, что вчера он не пришёл ночевать, и узнала о его смерти из газет. Однако женщина категорически утверждает, что её муж не вор. После ухода вдовы Таннера Рейнольдс сообщает, что у скульптора нет никакого криминального прошлого, после чего высказывает предположение, что, может быть, Таннер просто преследовал Крис как женщину, что по опыту детектива встречается довольно часто. Когда Рейнольдсу поступает информация, что Таннер был всё-таки довольно тёмной личностью, и, возможно, ранее уже участвовал в грабежах, он завершает встречу, говоря, что скорее всего дело будет закрыто. Крис, Боб и Ларри обедают в ресторане, когда адвокату звонят из офиса, сообщая, что некто хочет сообщить ему важную информацию по делу Крис. Выехав по полученному адресу, Ларри находит захудалый магазинчик, принадлежащий арт-дилеру Мартину Бэрроу (Стивен Герей). Мартин показывает Ларри выполненный Таннером бюст Крис, который торговец купил у автора за 75 долларов. Мартин предлагает Ларри выкупить этот бюст за 10 тысяч долларов, угрожая в противном случае передать его полиции. Адвокат гневно отвергает это предложение, обвиняя Мартина в попытке шантажа, а затем приходит к Крис за разъяснениями. Поначалу Крис всё отрицает, но затем под давлением аргументов признаёт, что встречалась с Таннером в то время, когда Боб во время Второй мировой войны служил за границей. Она согласилась позировать скульптору, но когда тот попытался завести с ней роман, прекратила с ним всякие отношения. Однако Таннер не отступился и продолжил преследовать её даже после возвращения Боба. По словам Крис, она не сообщила об этом в полицию, потому что боялась, что скандал может повредить деловой репутации и общественному положению мужа. Ларри требует немедленно рассказать обо всём Рейнольдсу и Бобу, однако Крис обещает ему сделать это, но только на следующий день. Тем же вечером Крис приезжает к Мартину, рассчитывая выкупить бюст, однако тот заявляет, что уже продал её вдове Таннера.
Узнав, что Крис попыталась выкупить скульптуру, Ларри догадывается, что у неё всё-таки был с Таннером роман. Сознавшись адвокату, что действительно изменила мужу с Таннером, Крис тем не менее настаивает на том, что скульптор пытался убить её в ночь убийства, и умоляет Ларри помочь ей выкупить бюст. Однако адвокат отговаривает её, утверждая, что следует подождать шага со стороны шантажистов. Тем временем миссис Таннер намеревается передать бюст в полицию, чтобы заставить Крис страдать, как страдает она. Однако Мартин её отговаривает, предлагая сначала заставить Боба заплатить, а затем предоставить ему возможность самому разобраться со своей женой. На следующий день Мартин назначает Бобу встречу, после чего приводит его домой к миссис Таннер, где показывает ему бюст, нанося глубокую психологическую травму. Когда, вернувшись домой, Боб прямо спрашивает у Крис о том, что было между ней и Таннером, она во всё сознаётся и просит прощения за свою ошибку. Крис объясняет, что после отъезда Боба на войну она страдала от одиночества, и сначала после настойчивых просьб согласилась позировать Таннеру, а затем один раз уступила ему. После этого Крис пыталась порвать с ним все контакты, однако скульптор продолжал её преследовать. Она пыталась сначала написать, а затем и рассказать об этом Бобу, но никак не могла найти нужный момент. Боб решает выкупить бюст, а после того, как дело будет закрыто, развестись. В этот момент прибывают полицейские, чтобы арестовать Крис по подозрению в умышленном убийстве. На громком процессе Крис откровенно рассказывает обо всём, что произошло, а Ларри удаётся доказать присяжным, что хотя Крис и виновна в измене мужу, а также в обмане следствия, тем не менее убийство Таннера она совершила из самообороны. В итоге её оправдывают, однако Боб всё равно отказывается простить жену. Тогда Ларри уговаривает пару ещё раз всё обдумать, вспомнив об их любви и всём хорошем, что связывает их, и попытаться сохранить брак. Увидев в глазах Боба и Энн готовность к примирению и желание остаться вместе, Ларри уходит, оставляя пару наедине.

## В ролях
- Энн Шеридан — Крис Хантер
- Лью Эйрс — Ларри Хэннафорд
- Закари Скотт — Боб Хантер
- Ив Арден — Пола
- Стивен Герей — Мартин Бэрроу
- Джон Хойт — детектив, лейтенант Рейнольдс
- Марта Митрович — миссис Таннер
- Джером Кауэн — обвинитель на суде
- Пегги Кнудсен — Клер
- Дуглас Кеннеди — Роджер

В титрах не указаны
- Джон Эллиотт — судья Эдвард Р. Маквей
- Хейни Конклин — пассажир трамвая

## Создатели фильма и исполнители главных ролей
Режиссёр Винсент Шерман стал известен благодаря антинацистской криминальной комедии с Хамфри Богартом «На протяжении всей ночи» (1942) и мелодрамам с участием Бетт Дейвис «Верная подруга» (1943) и «Мистер Скеффингтон» (1944). После постановки двух нуаровых мелодрам с Энн Шеридан — «Нора Прентисс» (1947) и «Неверная» (1947) — в 1950-е годы Шерман поставил такие фильмы нуар, как «Проклятые не плачут» (1950), «Ответный огонь» (1950), «Афера на Тринидаде» (1952) и «Текстильные джунгли» (1957). Одним из лучших поздних фильмов Шермана стала драма «Молодые филадельфийцы» (1959) с Полом Ньюманом в главной роли.
Как пишет историк кино Ричард Харланд Смит, актёрская карьера Энн Шеридан резко пошла в гору в 1939 году после того, как популярный обозреватель Уолтер Уинчелл в своей колонке выразил восхищение её «поразительными качествами». Рекламная служба студии Warner Bros. тут использовала эту восторженную оценку, чтобы создать Шеридан образ «очаровательной девушки», от которого актриса «безмерно выиграла». Вскоре последовали её лучшие роли в таких фильмах, как «Они ехали ночью» (1940) с Джорджем Рафтом и Хамфри Богартом, «Человек, который пришёл на обед» (1942) с Бетт Дейвис и Монти Вули, и «Кингс роу» (1942) с Робертом Каммингсом и Рональдом Рейганом. Смит отмечает, что со временем Шеридан удалось смягчить свой северотехасский акцент, при этом сохранив присущее ей остроумие. Уже достигнув звёздного статуса, актриса отказалась от сильных ролей сначала в мелодраме Рауля Уолша «Рыжеватая блондинка» (1941), которая отошла Рите Хейуорт, а затем и в фильме нуар Майкла Кёртиса «Милдред Пирс» (1945), которая принесла Оскар занявшей её место Джоан Кроуфорд. Вскоре студия вообще отстранила Шеридан от работы на восемнадцать месяцев, после того, как актриса потребовала повышения зарплаты. В конце концов она добилась контракта на шесть картин с правом одобрения сценария. Однако, как пишет Смит, «некоторое время спустя Шеридан выкупила у Warners свой контракт, сыграв перед этим в нескольких последних фильмах, среди них квази-нуары „Нора Прентисс“ и „Неверная“, которые были сделаны с акцентом на её образ „очаровательной девушки“. Оба фильма вышли в 1947 году и оба поставил Винсент Шерман». Вскоре после ухода с Warners Шеридан завоевала Оскар за главную женскую роль, сыграв в паре с Кэри Грантом в эксцентрической комедии Говарда Хоукса «Я был военной невестой» (1949), которая, по словам Смита, «стала высшим достижением её карьеры, но также стала для неё вершиной в качестве голливудской звезды». В своих мемуарах 1996 года Шерман написал о Шеридан: «Я всегда чувствовал, что Энн не притягивало стать большой кинозвездой. Какое-то время она наслаждалась преимуществами пребывания в центре внимания… но я всегда чувствовал, что она предпочла бы быть домашней хозяйкой с любящим мужем и детьми. Она была прекрасной и талантливой девушкой, знакомство и работа с которой доставляло радость».
Лью Эйрс начал голливудскую карьеру ещё в конце 1920-х годов, а в 1930-е годы уже сыграл в таких заметных фильмах, как военная драма «На западном фронте без перемен» (1930), криминальная драма «Ворота в ад» (1930), комедия «Праздник» (1938), а затем — в серии из девяти драм про доктора Килдэра на протяжении 1938-42 годов. Во время Второй мировой войны Эйрс стал отказником совести, и служил в медицинских частях. Это грозило разрушению его послевоенной карьеры, однако, по замечанию киноведа Дениса Шварца, «что удивительно, Голливуд простил его, и его карьера особенно не пострадала после войны». В частности, Эйрс сыграл главную мужскую роль в фильме нуар «Тёмное зеркало» (1946), а затем сыграл роль врача в чрезвычайно успешной драме «Джонни Белинда» (1948), которая принесла ему номинацию на Оскар и стала вершиной его актёрской карьеры. Закари Скотт был более всего известен как актёр нуарового жанра, сыграв свои самые заметные роли в фильмах «Маска Димитриоса» (1944), «Милдред Пирс» (1945), «Сигнал об опасности» (1945), «Безжалостный» (1948) и «Путь фламинго» (1949).

## История создания фильма
Как пишет Смит, «после успеха фильма Шермана „Нора Прентисс“ с Шеридан в главной роли глава студии Джек Уорнер потребовал продолжения». Шерман и продюсер Джерри Уолд первоначально хотели сделать фильм по роману Джеймса М. Кейна «Серенада» (1937) с Шеридан и Деннисом О’Кифом в главных ролях, но наличие в романе побочной сюжетной линии, связанной с гомосексуализмом, помешало реализации этого плана. Тогда Шерман предложил студии поставить фильм по незаконченному сценарию Джеймса Ганна «Неверная», который был бы неофициальным римейком фильма «Письмо» (1940) режиссёра Уильяма Уайлера. Несмотря на то, что руководство студии опасалось давать зелёный свет запуску в производство фильма по незавершённому сценарию, уже через две недели Шерман начал работу.
Как отмечается на сайте Американского института кино, «хотя Дэвид Гудис и Джеймс Ганн указаны в титрах как авторы оригинального сценария, некоторые обозреватели обратили внимание на сходство их истории с фильмом Warner Bros. „Письмо“ (1940), сценарий которого написал Говард Кох, а главную роль в нём сыграла Бетт Дейвис», и некоторые современные источники считают этот фильм римейком «Письма». В частности, Хэл Эриксон отметил, что "хотя с самого начала это не вполне очевидно, «Неверная» является римейком фильма «Письмо» (1940) с участием Бетт Дейвис, который в свою очередь поставлен по пьесе Сомерсета Моэма. Место действия по сравнению с пьесой Моэма перенесено из джунглей Малайи в уютные рамки американского пригорода.
24 января 1947 года газета Los Angeles Daily News сообщила о том, что Энн Шеридан будет играть неверную жену, которая в итоге избежит наказания, что противоречило Кодексу Хейса, согласно которому изменница должна быть наказана. Тем не менее, Американская ассоциация кинокомпаний согласилась на такой сценарий при условии, что фильм ясно донесёт мысль о нежелательности разводов.
Энн Шеридан получила главную роль, Закари Скотт и Лью Эйрс также были взяты на главные роли, а Ив Арден сыграла вторую женскую главную роль. Перед началом работы Шерман дал актёрам лишь подготовленную им разбивку по сценам и первые двадцать страниц сценария. Тем не менее, «все актёры дали согласие работать в такой необычной ситуации, продемонстрировав веру в своего режиссёра». После просмотра первого сведения фильма Джек Уорнер заявил Шерману: «Любой сукин сын, который способен сделать без сценария такую картину, может оставаться на студии столько, сколько пожелает».
В своих мемуарах 1985 года «Три лица Евы» Ив Арден поделилась впечатлениями «о своём участии в этой суетной и порой непредсказуемой работе, которая была предметом любопытства, сплетен и тревог на протяжении всего съёмочного периода». Она писала: «Нам не оставалось ничего иного, кроме как положиться на чувство юмора. Что мы и делали, дойдя до того, что в какой-то момент уже не могли, не засмеявшись, смотреть друг на друга. Это стало болезненно как для нас, так и для режиссёра, но мы не могли с этим ничего поделать. Когда мне удавалось контролировать себя достаточно долго, чтобы произнести фразу, губа Эни начинала подрагивать, а её ресницы — часто моргать. И когда голос Закари ломался, режиссёр кричал: „Снято!“. Пока мы пытались взять себя в руки, кто-то необдуманно пригрозил приглашением Джека Уорнера на съёмочную площадку. Это окончательно добило нас. Слёзы смеха трижды смывали грим, и мы взяли паузу, чтобы успокоиться и привести себя в порядок. Наши шеи спасло лишь то обстоятельство, что на тот момент мы были тремя из наиболее профессиональных актёров студии».
Фильм содержит натурные съёмки на фуникулёре Эйнджелс Флайт и в Макартур-парке в Лос-Анджелесе, а также в одном из жилых односемейных домов в Беверли-Хиллс, который служил домом Крис и Боба Хантеров.
Как отмечает Смит, «несмотря на опасения актёров и творческой группы, фильм снова принёс успех (и почти добрался до Оскара, как это было с „Письмом“), позволив Винсенту Шерману выторговать себе существенную прибавку к зарплате и улучшенный пятилетний контракт».

## Оценка фильма критикой

### Общая оценка фильма
После выхода на экраны фильм получил в основном позитивные отзывы критики. Так, газета «Нью-Йорк Таймс» в своей рецензии оценила его как «детектив с убийством выше среднего уровня», однако посчитала, что картина «слишком перегружена мелодраматизмом в те моменты», когда создатели фильма «очевидно хотели сказать об острой социальной проблеме». Фильм пытается высказаться «на тему о скоропалительных разводах, а также об опасных последствиях для общества этого необдуманного лекарства от всех семейных проблем, но он так и не доводит дело до решающего удара». В статье отмечается, что «хотя фильм неоднократно возвращается к всё более распространяющейся проблеме разводов, он, тем не менее, ни разу не пытается по-серьёзному решить её» вплоть до самого финала картины. Однако в этот момент «к сожалению, начинается морализирование в проповедническом духе». Подводя итог, рецензент замечает, что если картина и не достигает успеха в полной мере, то, по крайней мере, заслуживает похвалы за то, что «пытается достичь чего-то достойного».
Журнал TimeOut назвал картину «превосходной мелодрамой», которая предложила новую трактовку «Письма» Сомерсета Моэма, «перенеся проблему в плоскость одиночества военных жён». В рецензии обращается внимание на «немного витиеватое повествование», однако ближе к финалу в сцене «судебного процесса оно вырастает до страстного призыва к пониманию героини». Киновед Спенсер Селби полагает, что фильм посвящён теме «кошмарных последствий женской неверности», а Майкл Кини, назвав картину «свободным римейком „Письма“», отмечает, что «хотя фильм и чрезмерно нравоучителен по поводу женской измены», тем не менее «доставляет наслаждение благодаря сильной игре Шеридан и Эйрса». По мнению Денниса Шварца, эта картина является «хорошим глянцевым римейком „Письма“ Уайлера», отдалённо основанном на пьесе Сомерсета Моэма, «в которой ситуация была более натянутой по причине расового аспекта». Шварц полагает, что эта «мелодрама обладает определённой остротой», она «хорошо сыграна и хорошо сделана», а её «немногочисленные промахи не смогли нанести ей серьёзного ущерба». Эриксон отмечает, что в отличие от «произведения Моэма» этот фильм «лишён классовых и расовых вопросов, не говоря об эротизме и горькой иронии». Тем не менее, ему «удаётся более логично прийти к счастливой (или, по крайней мере, устраивающей всех) развязке».

### Оценка работы режиссёра и творческой группы
Хотя рецензент «Нью-Йорк Таймс» посчитал сюжет фильма «заведомо искусственным», тем не менее, он отметил, что «благодаря необыкновенно убедительной игре и умелой постановке» фильм «смотрится поразительно хорошо». Рассказывая историю жены, «которая изменила мужу, пока тот был вдалеке, и которая искренне сожалеет о своём грехопадении», «фильм не раз мог бы легко сползти в слюнявую сентиментальность». Однако уверенная работа создателей картины спасает дело. По мнению TimeOut, та часть сценария, которая выполнена в стиле триллера, в частности, запутанные обстоятельства, связанные с шантажом, написана Дэвидом Гудисом превосходно. Шварц отметил, что «режиссёр Шерман хорошо выполнил постановку фильма, место действия которого перенесено с каучуковой плантации в Малайе в переживающие бум послевоенные высококлассные пригороды Лос-Анджелеса».

### Оценка актёрской игры
Критики высоко оценили игру всех исполнителей основных ролей. Так, рецензент «Нью-Йорк Таймс» отметил, что «Шеридан заслуживает огромной признательности» за создание убедительного образа Крис Хантер, даже несмотря на то, что в её игре нет «углублённого анализа покрывшей себя позором женщины». Критик также отмечает «великолепную игру Лью Эйрса в роли адвоката и друга, который намерен убедить своих клиентов не бросаться необдуманно из одного брака в другой». Он весомо держится на экране и завладевает зрительским вниманием. «Закари Скотт серьёзен и убедителен в роли мужа, а Джон Хойт не менее удачен в роли лейтенанта полиции». По мнению TimeOut, «великолепная Шеридан выдаёт одну из своих лучших актёрских работ в роли женщины, которая впадает в грех, и затем вынуждена убить своего назойливого любовника, чтобы не дать своему любимому мужу узнать об этом», а «Скотт в качестве мужа и Эйрс в роли благожелательного адвоката, оказывают ей хорошую поддержку».